# El Chaparral (Tabasco)
El Chaparral es una localidad del municipio de Balancán ubicado en la subregión de los Ríos del estado mexicano de Tabasco.

## Geografía
La localidad se ubica a 27.8 kilómetros (en dirección sudeste) de la localidad de Balancán de Domínguez, la cabecera y lugar más poblado del municipio. Se sitúa en las coordenadas geográficas 17°54′32″N 91°17′49″O / 17.908889, -91.296944, a una elevación de 54 metros sobre el nivel del mar.

## Demografía
Según el Conteo de Población y Vivienda 2020, efectuado por el Instituto Nacional de Estadística y Geografía, la localidad de El Chaparral tiene 17 habitantes, de los cuales 9 son del sexo masculino y 8 del sexo femenino. Su tasa de fecundidad es de 3.25 hijos por mujer y tiene 5 viviendas particulares habitadas.
| Gráfica de evolución demográfica de El Chaparral entre 1990 y 2020 |
|                                                                    |
| INEGI.                                                             |